# Kish Air
Kish Air (persisch هواپیمایی کیش) ist eine iranische Fluggesellschaft mit Sitz in Teheran und Basis auf dem Flughafen Teheran-Mehrabad.

## Geschichte
Kish Air wurde am 16. Dezember 1989 gegründet. Benannt ist sie nach der Insel Kisch im Persischen Golf.
Aufgrund des hohen Durchschnittsalters der Flotte plant man, diese mit Flugzeugen von Airbus oder Embraer zu verjüngen.

## Flugziele
Kish Air fliegt von Teheran aus Ziele sowohl im Inland als auch im Nahen Osten an.

## Flotte
Mit Stand Oktober 2023 besteht die Flotte der Kish Air aus elf Flugzeugen mit einem Durchschnittsalter von 29,3 Jahren:

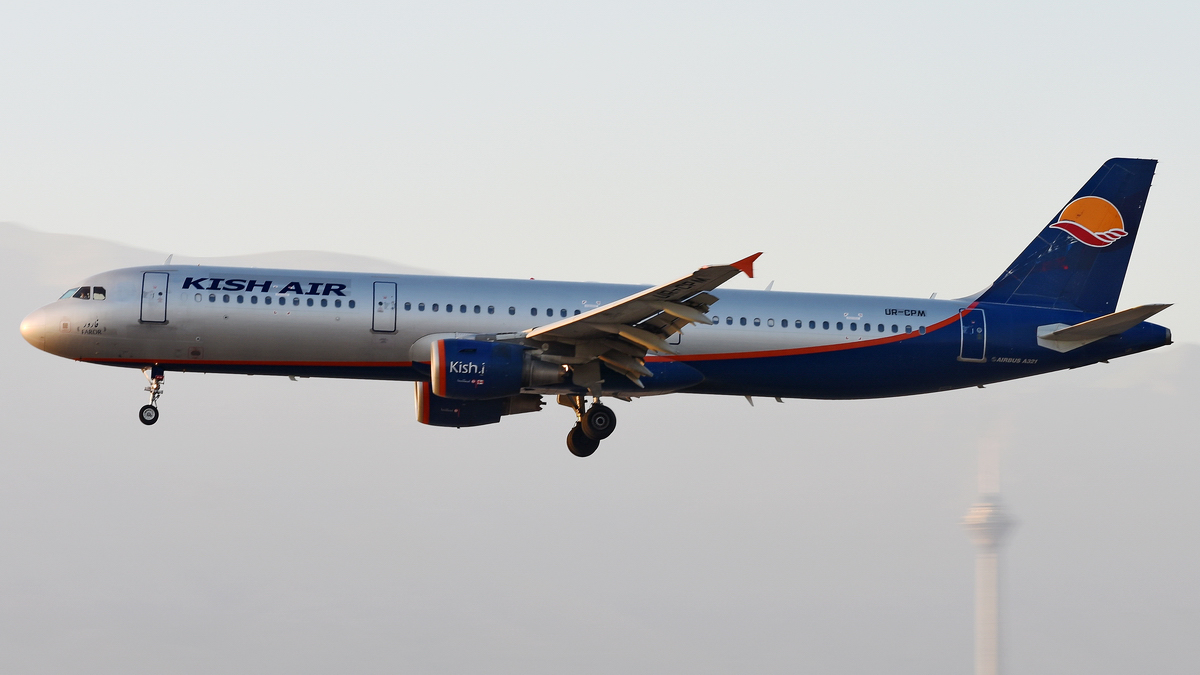
Airbus A321 der Kish Air, das Farbschema der Erstbetreiberin Aeroflot ist noch zu erkennen

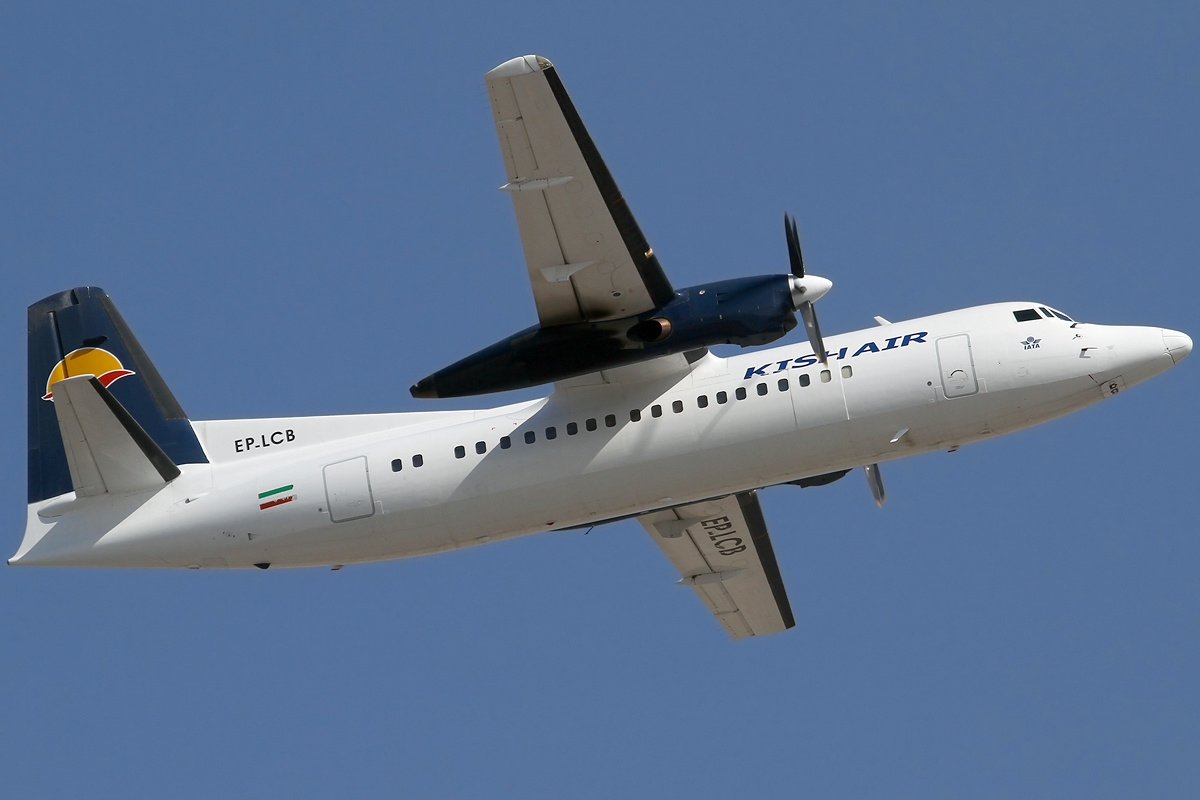
Fokker 50 der Kish Air

| Flugzeugtyp             | Anzahl | bestellt | Anmerkungen                                                                     | Sitzplätze (Business/Economy) |
| ----------------------- | ------ | -------- | ------------------------------------------------------------------------------- | ----------------------------- |
| Airbus A321-200         | 1      |          | ehemalige Maschinen der Aeroflot; inaktiv                                       | 170 (28/142)                  |
| Fokker 100              | 2      |          | inaktiv                                                                         | 100 (-/100)                   |
| McDonnell Douglas MD-82 | 4      |          | eine inaktiv; EP-LCK seit August 2018 mit Sonderbemalung "Kish Summer Festival" | 141 (22/119)                  |
| McDonnell Douglas MD-83 | 2      |          | EP-LCO seit Juli 2018 mit Sonderbemalung "Kish Summer Festival"                 | 159 (-/159)                   |
| Gesamt                  | 9      | -        |                                                                                 |                               |

## Zwischenfälle
- Am 10. Februar 2004 verunglückte eine Fokker 50 mit dem Luftfahrzeugkennzeichen EP-LCA auf Kish-Air-Flug 7170 beim Landeanflug auf den Flughafen Schardscha in den Vereinigten Arabischen Emiraten, wobei 43 der 46 Insassen starben (siehe auch Kish-Air-Flug 7170).[5]